# 仙人河 (永胜)

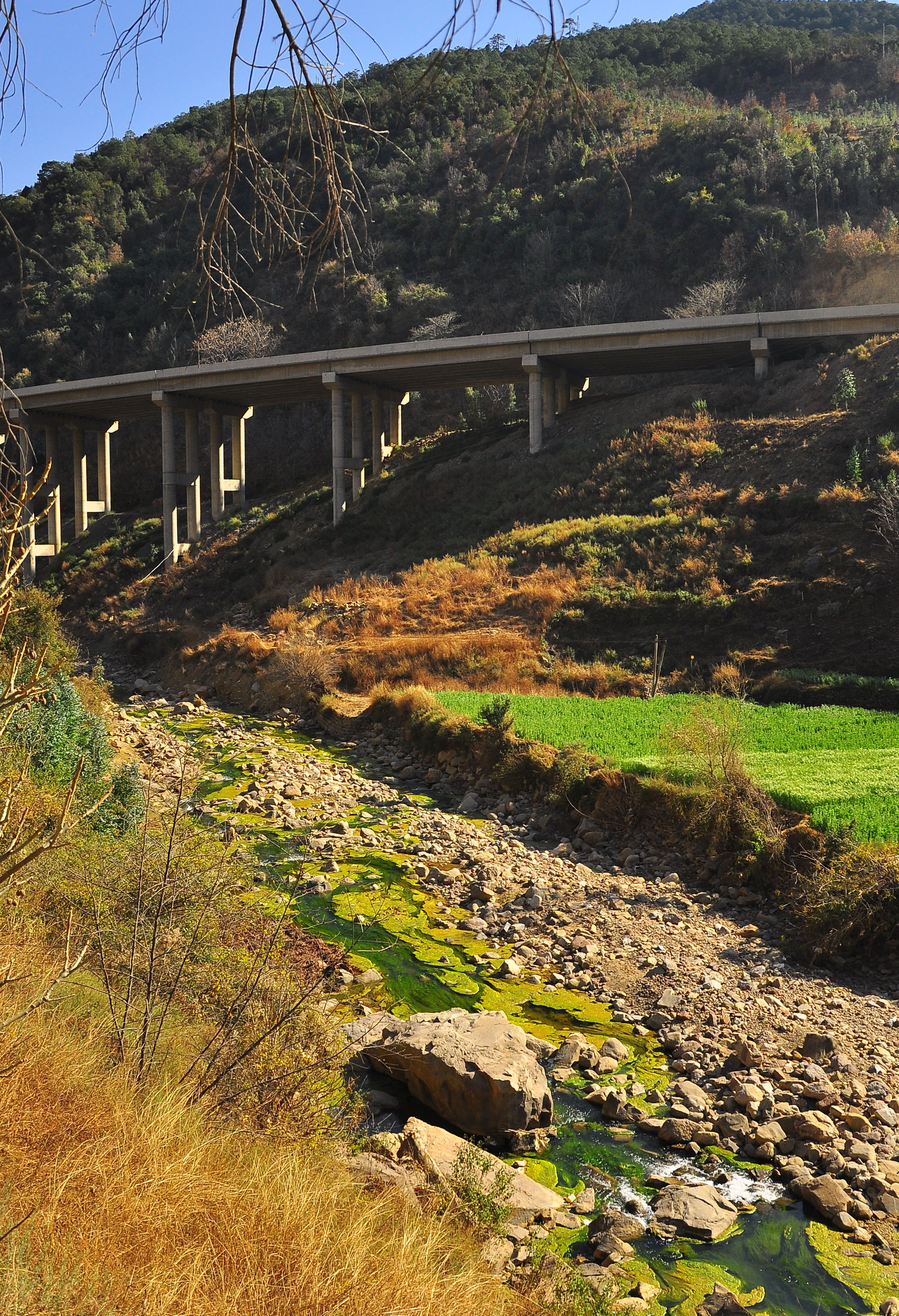
仙人河下游河段。

仙人河，位于中华人民共和国云南省丽江市永胜县境内的一条河流，是马过河右岸支流，起自永胜县城永北镇东北灵源社区观音箐河（也称灵源箐河、羊坪河）右岸，系观音箐河的一条分支，蜿蜒向南，流经永胜县城文化社区、凤鸣社区、凉水社区、南华社区、碧泉林业局等地，至大厂村转东流，于六德傈僳族彝族乡西北汇入马过河。河长33千米。仙人河是永北镇坝区主要的灌溉水源。下游建有羊坪河至仙人河隧道程海生态应急补水工程，通过仙程干渠向程海补水。

## 备注
1. ↑  部分地图、资料将起视为马过河上游干流。